# Opatství Northanger
Opatství Northanger (pův. název Northanger Abbey) je román anglické spisovatelky Jane Austenové, vydaný poprvé až po smrti autorky, v roce 1818.

## Úvod do děje
Opatství Northanger vypráví příběh dívky Catherine Morlandové s bujnou fantazií a zálibou v romantických a hororových knihách, která žije se svou početnou rodinou na poklidném a trochu nudném anglickém venkově. Zlom v jejím životě nastane, když ji rodinní přátelé vyzvou, aby je jako jejich společnice doprovázela do města Bath. Zde je Catherine uvedena poprvé do společnosti a setkává se se sympatickým Henrym Tilneym a jeho sestrou Eleanor, jejichž otec ji pozve na rodinné sídlo, opatství Northanger. Strašidelné a pochmurné sídlo opředené, jak se Catherine domnívá, hroznými tajemstvími způsobí, že její představivost začne pracovat na plné obrátky a způsobí jí nemalé potíže – ale jiného druhu, než se domnívala…

## Hlavní postavy
- Catherine Morlandová – Sedmnáctiletá dívka, ze středně majetné rodiny. Pochází z Fullertonu. Je romantická, naivní a dobrosrdečná. Ráda čte romány od paní Radcliffové, zejména Záhady Udolfa.
- Paní Allenová – Dáma ze společnosti a dobrá známá paní Morlandové. To ona vzala Catherine do Bathu spolu s panem Allenem. Zajímá se o módu a nakupování.
- Pan Allen – Obchodník který zbohatl a vzal si za manželku paní Allenovou. Nemají spolu žádné děti a proto se předpokládalo že po něm bude dědit Catherine.
- Isabella Thorpová – Zlatokopka z chudé společnosti. Ráda by ulovila majetného ženicha, a mezitím předstírá náklonnost Catherininu bratru Jamesovi.
- John Thorpe – Bratr Isabelly Thorpové. Dělá si zálusk na Catherine a lží se ji snaží přesvědčit, že Tilneyovi nejsou tak čestní, jak se zdá.
- Henry Tilney – Syn generála Tilneye. Je to vzdělaný a pozorný gentleman. Paní Allenovou si získal postřehy o mušelínu. Je také velmi vtipný a má ironický humor s nádechem sarkasmu. Jeho otec mu svěřil faru ve Woodstonu kde vykonává funkci pastora.
- Eleanor Tilneyová – Jemná mladá dáma s nelehkým osudem. Její milovaný muž je pouze druhý syn a její otec jí brání v jejich sňatku. Nakonec dojde štěstí. Stane se z ní velmi dobrá přítelkyně Catherine.
- Frederick Tilney – Sukničkářský kapitán Tilney je pravý opak svého mladšího bratra Henryho. Miluje milostná dobrodružství a ženy.
- Generál Tilney – Je chladný a krutý muž. Považuje za úspěch pouze sňatek který rodině přinese bohatství. Je velmi bezohledný.

## Česká vydání
Česká vydání vyšla v překladu Evy Kondrysové, s výjimkou vydání z roku 2011, pro které byl použit překlad Evy Ruxové (*1923).
- Praha, Vyšehrad, 1983
- Praha, Academia, 2005
- Řitka, Daranus; Praha, Rozmluvy, 2007
- Praha, Rozmluvy; Voznice, Leda, 2008
- Voznice, Leda; Praha, Rozmluvy, 2009, pod nepřesným názvem Opatství Northhanger (sic)
- Praha, Ottovo nakladatelství, 2011, přeložila Eva Ruxová

## Filmová adaptace
Northangerské opatství (Northanger Abbey) britské romantické drama z roku 2007, v hlavních rolích Felicity Jones, Geraldine James, Sophie Vavasseur, JJ Feild